# Atypus coreanus
Espèce
Synonymes
- Atypus donggukensis Kim & Kim, 1996

Atypus coreanus est une espèce d'araignées mygalomorphes de la famille des Atypidae.

## Distribution
Cette espèce est endémique de Corée du Sud.

## Étymologie
Son nom d'espèce lui a été donné en référence au lieu de sa découverte.

## Publication originale
- Kim, 1985 : A new species of genus Atypus (Araneae: Atypidae) from Korea. Korean Arachnology, vol. 1, no 2, p. 1-6.